# Međunarodne sankcije protiv SR Jugoslavije
Međunarodne sankcije SR Jugoslaviji uvela je međunarodna zajednica zbog sudjelovanja Srbije i Crne Gore u ratu u Bosni i Hercegovini. Iako su srbijanske vlasti tvrdile da Srbija nije u ratu, predstavnici međunarodne zajednice smatrali su da to nije istina:
Dana 15. svibnja 1992. godine Vijeće sigurnosti Ujedinjenih naroda u Rezoluciji 752 zahtijevalo je da odmah prestanu svi oblici miješanja vanjskih snaga u rat u Bosni i Hercegovini: da se jedinice srbijanske JNA i dijelovi Hrvatske vojske povuku, stave pod kontrolu republičke vlade ili raspuste i razoružaju. Nakon što je SR Jugoslavija odbila da se povuče iz konflikta u Bosni i Hercegovini (prividno se povukla, ali ne i stvarno) jednoglasno usvojenom Rezolucijom 757 Vijeća sigurnosti 30. svibnja 1992. uvedene su joj međunarodne sankcije. Miloševićevi mediji nakon toga su ponavljali da su sankcije nepravedne i ničim izazvane.
Zbog međunarodnih sankcija došlo je i do velike gospodarske krize u zemlji i do pojave hiperinflacije, koja je zabilježila i izdavanje novčanice s najvećim iznosom od 500 000 000 000 dinara. 
Godine 1998. EU i SAD ponovno SR Jugoslaviji uvode sankcije, ovoga puta zbog progona Albanaca s Kosova.

## Vanjske poveznice
- Sankcije prema bivšoj Jugoslaviji (engleski)
- NjKV Aleksandar Karađorđević poručuje: Srpski narod je upao u zamku!  Arhivirana inačica izvorne stranice od 5. prosinca 2008. (Wayback Machine), 23. listopada 1996.
- O UN rezoluciji za Balkan, 22. studenog 1995.
- US Unfreezes Part of Former Yugoslavia's Funds (February 26, 2003) (engleski)
- EU, Lifting Sanctions, Welcomes Serbia into Europe (October 9, 2000)
- List of International Sanctions Against Serbia (October 9, 2000)
- US Urged to Remove Sanctions on Yugoslavia (October 26, 1999)
- EU Tightens Sanctions on Serbia over Kosovo (June 8, 1998)
- EU Tightens Sanctions on Serbia over Kosovo (June 8, 1998)
- US Fails to Get Firmer Yugoslav Sanctions (March 26, 1998)
- In Wake of New Violence, Serbia Faces More Sanctions (March 19, 1998)
- Serbian Opposition Against Sanctions (March 14, 1998)
- Sanctions on Yugoslavia are Discriminatory and Counterproductive (December 16, 1997)  Arhivirana inačica izvorne stranice od 19. svibnja 2009. (Wayback Machine)
- Report of the Round Table on UN Sanctions in the Case of Yugoslavia
- Report of the Round Table on UN Sanctions in the Case of Yugoslavia  Arhivirana inačica izvorne stranice od 19. svibnja 2009. (Wayback Machine)
- Clinton Urges Stiffer Sanctions Against Serbia to Curb Warfare (April 27, 1993)